# Vitter Bodden

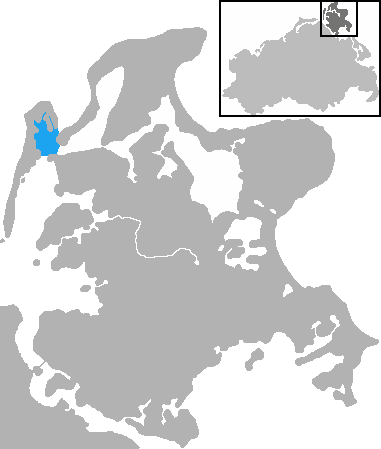
Ligging van de Vitter Bodden

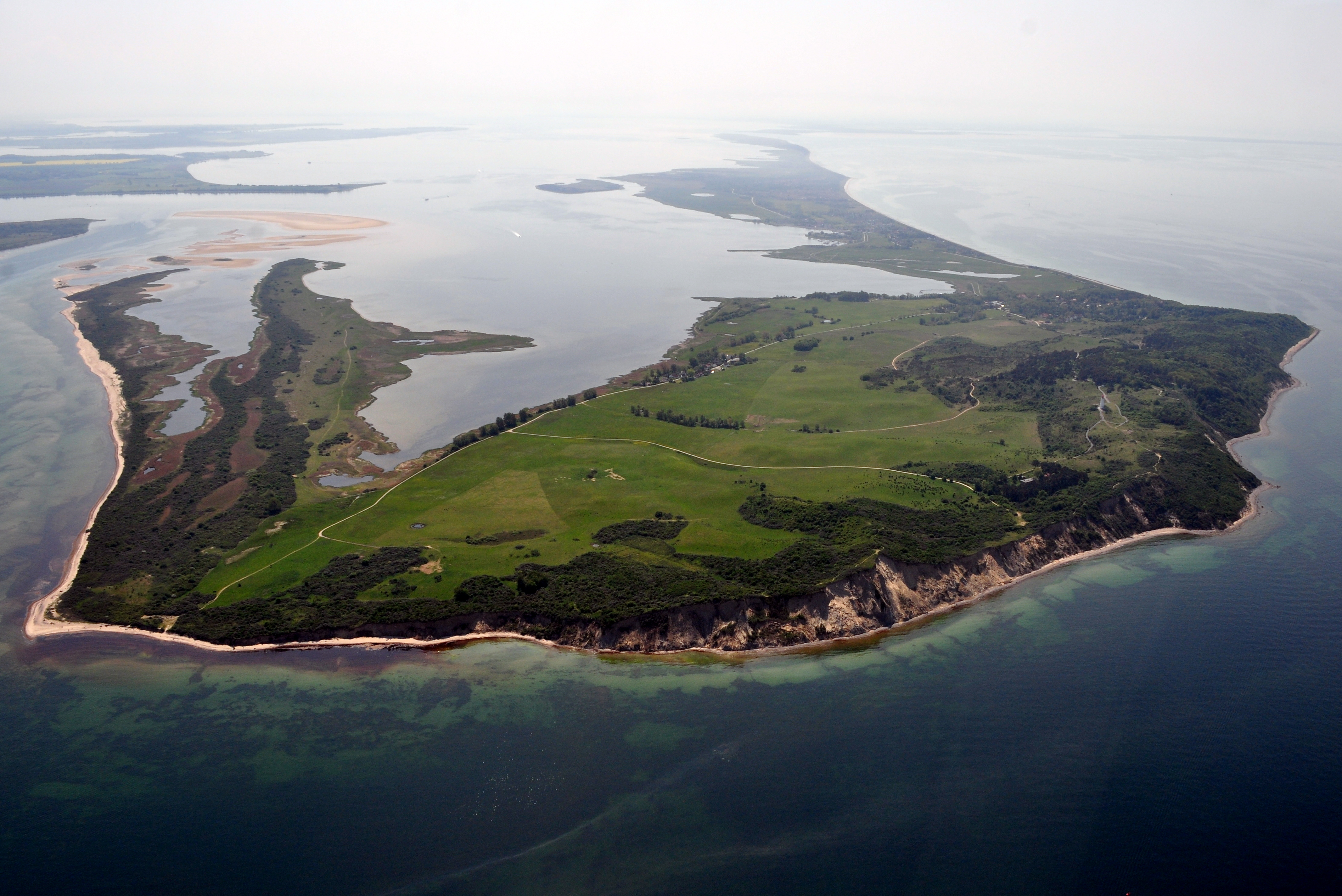
Het eiland Hiddensee en de Vitter Bodden vanuit het noorden. Links het dubbelschiereiland Bessin, daarachter de Hahnentiefschaar en op de achtergrond het Fährinsel.

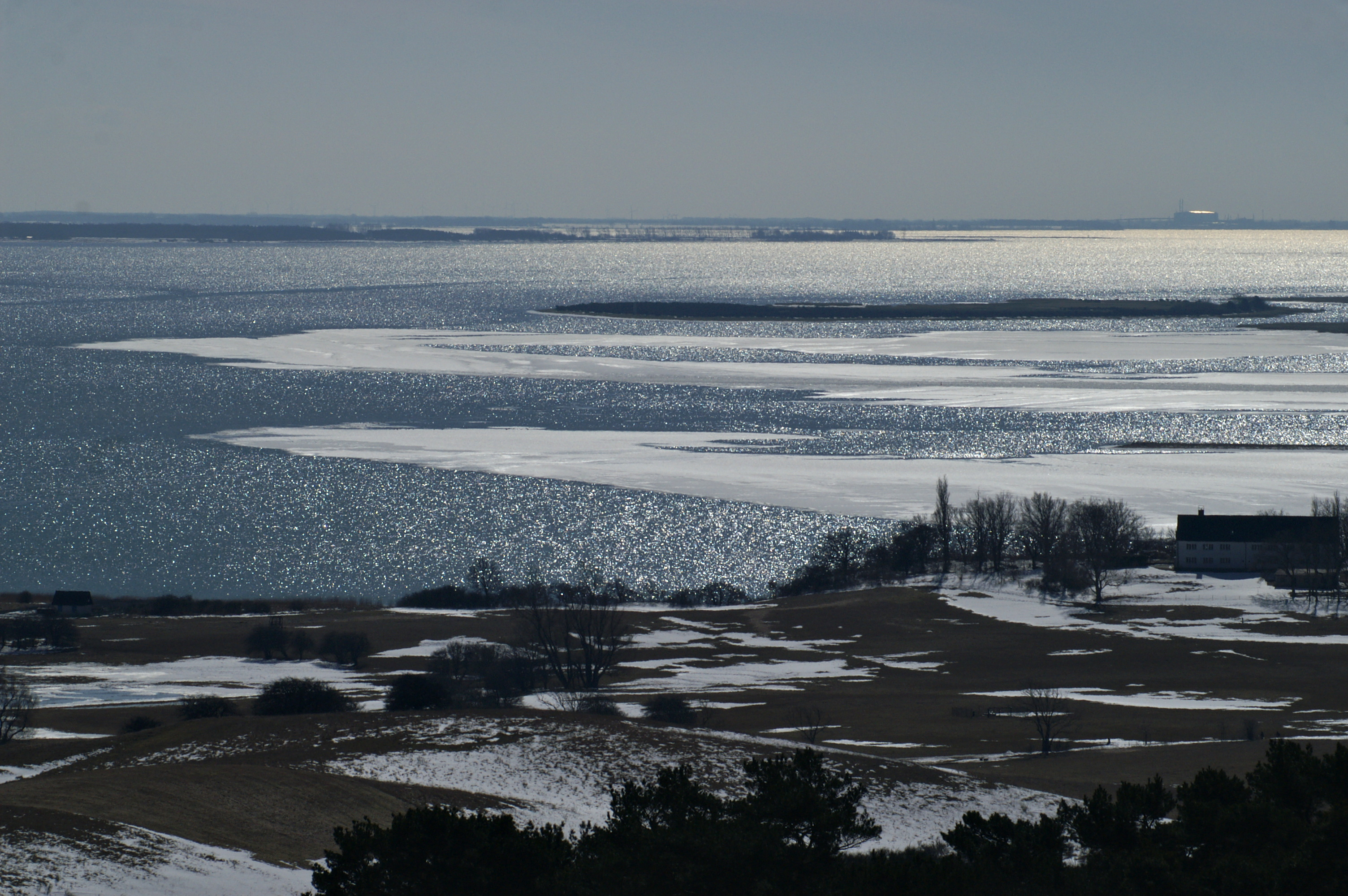
De Vitter Bodden vanaf de noordelijke vuurtoren van Hiddensee

De Vitter Bodden is een kustwater van de Oostzee, gelegen tussen de Noord-Duitse eilanden Hiddensee in het westen en noorden en Rügen in het oosten. Het water vormt de noordelijkste schakel van de Westrügener Boddenkette. De zuidelijke voortzetting is de Schaproder Bodden. In het oosten zijn er een brede doorgang naar de Wieker Bodden, die tot de Nordrügener Boddenkette behoort, en een veel smallere en sterk verzande doorgang naar de Libben, een baai die niet van de Oostzee wordt afgeschermd.
Naamgever van de Vitter Bodden is Vitte, de grootste plaats op Hiddensee.
Zoals alle lagunes rond Rügen is de Vitter Bodden zeer ondiep. Het ondiepste gedeelte wordt gevormd door de Hahnentiefschaar, die als windwad bij aflandige wind droogvalt en waar zich ook permanente eilandjes hebben gevormd. Deze zone vormt de schakel tussen het dubbele schiereiland Bessin (Hiddensee) en het schiereiland Bug (Rügen). Deze beide schiereilanden en ook de Vitter Bodden zelf zijn een onderdeel van het nationale park Vorpommersche Boddenlandschaft. Daartoe behoort ook het eiland Fährinsel, dat de Vitter Bodden in het zuiden scheidt van de Schaproder Bodden.